# Анна (Дісней)
Анна (англ. Anna) — головна героїня діснеївського повнометражного мультфільму «Крижане серце» (англ. Frozen) та «Крижане серце 2» (англ. Frozen 2), знятого за мотивами казки Ганса Крістіана Андерсена «Снігова королева». Принцеса (пізніше — королева) вигаданого скандинавського королівства Ерендел, молодша сестра принцеси (пізніше — королеви) Ельзи. Анна була створена сценаристами Крісом Баком та Дженніфер Лі, її анімація і дизайн були розроблені Беккі Брезою та Брітні Лі. У телесеріалі «Якось у казці» роль Анни зіграла Елізабет Леіл. У мультфільмі Анну озвучила американська акторка Крістен Белл.
В українській версії Анну озвучила акторка Ганна Сагайдачна, а вокал виконала Марія Яремчук.

## Історія
З дитинства Анна була дуже активна та мрійлива. Вона часто грала зі своєю старшою сестрою Ельзою. Одного разу Ельза, яка володіла магічною здібністю створювати сніг і кригу та керувати ними, випадково влучила магією в Анну і травмувала її. Гірський троль Паббі зцілив Анну та стер з її пам'яті згадки про цей випадок. Після цього Ельза боячись ще раз нашкодити сестрі чи кому-небудь ще слідує пораді батька («ховати, мовчати, хоч би там що») і проводить більшу частину часу в своїй кімнаті, у повній самоті, що дуже засмучує Анну.
Після трагічної смерті батьків, під час коронації Ельзи, Анна знайомиться з принцом Гансом, який прибув з Південних островів. Він робить Анні пропозицію одружитись і Анна з радістю погоджується. Однак, коли вона з Гансом приходить до Ельзи з проханням благословити її на шлюб та відмовляє. Сестри починають сваритися і Ельза піддавшись гніву, показує свою силу гостям і городянам, після чого у паніці тікає з замку у гори, де будує собі крижаний палац і замикається всередині.
Щоб знайти та повернути Ельзу, Анна звертається по допомогу до продавця льоду Крістофа і вони разом з північним оленем Свеном та живим сніговиком Олафом вирушають на пошуки Ельзи.

## Опис
Анна — гарна вісімнадцятирічна дівчина. Вона має струнку фігуру, великі блакитні очі, рожеві щоки, тонкі рум'яні губи, і безліч веснянок. ЇЇ довге світле волосся, найчастіше заплетене у дві коси. Після трагічного випадку у дитинстві на голові у Анни залишилось невелике біле пасмо волосся.
На відміну від своєї сестри, Анна оптимістичніша, мрійлива, простодушна, незграбна та рішуча. Вона дуже добра і чуйна, але у той же час імпульсивна, смілива та волелюбна. Анна досить романтична та довірлива, оскільки вважає що можна вийти заміж негайно, лише за покликом серця.
Анна з самого дитинства була сильно прив'язана до Ельзи і тому завжди хапалась за будь-яку можливість провести з нею час. Через декілька років сестри віддалилися один від одного, але вбита горем Анна знову і знову продовжувала намагатися відновити контакт з тією, кого вона найбільше любила, адже після смерті їх батьків, Ельза залишилася єдиною рідною людиною для Анни.

## Прототип
Прототип Анни — Герда з відомої казки Г. К. Андерсена «Снігова королева». Як і Герда, Анна вирушає у небезпечну подорож щоб повернути свою сестру Ельзу (Герда намагалась повернути додому Кая). Образ Анни також частково узятий з Кая — у казці Каю потрапляє в око та серце уламок чарівного дзеркала, що заморожує його зсередини (схоже відбувається і з Анною, коли в неї випадково влучає магія сестри).